# Shoemaker–Levy 9

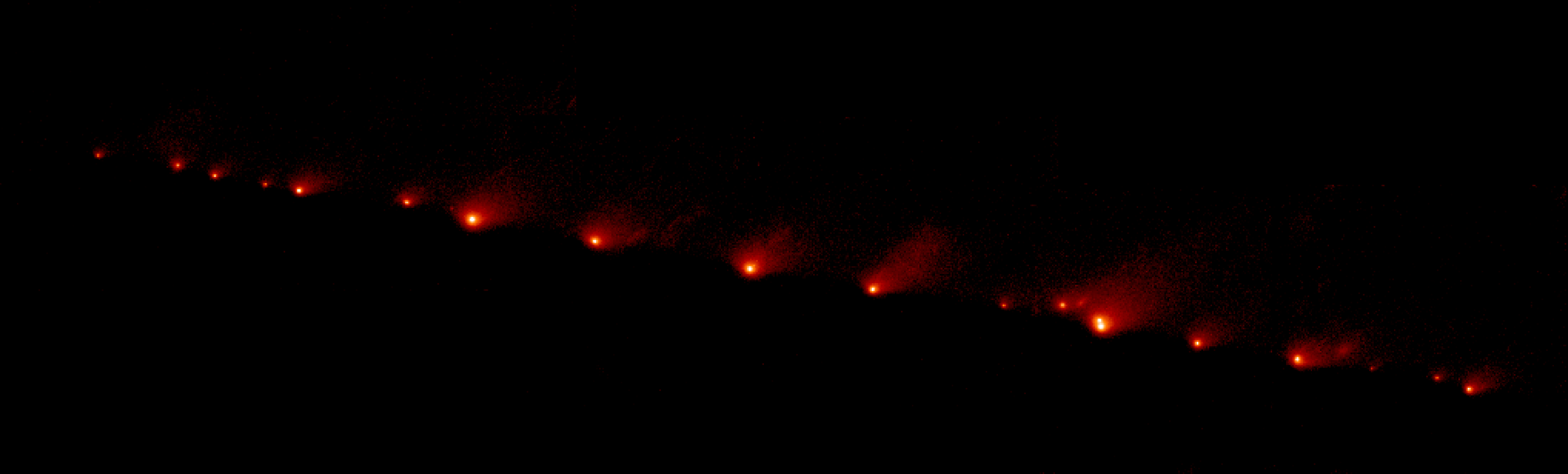
A Hubble űrteleszkóp képe a Shoemaker–Levy 9-ről, 1994. május 17-én

A Shoemaker–Levy 9 (rövidítve: SL9, D/1993 F2) egy üstökös volt, amely a Jupiterrel ütközött 1994-ben, elsőként adva közvetlen lehetőséget két naprendszerbeli objektum ütközésének megfigyelésére (nem számítva a Föld és más objektumok ütközését). Az esemény jelentős figyelmet kapott a médiában és az SL9-et világszerte számos csillagász figyelte meg. Az üstökös számos felfedezéssel szolgált a Jupiterről és annak légköréről, valamint rávilágított a Jupiter szerepére a belső Naprendszerben megtalálható űrszemét mennyiségének csökkentésében.
Az üstököst Carolyn és Eugene Merle Shoemaker, valamint David Levy csillagász fedezte fel. A Shoemaker–Levy 9-re 1993. március 24-én éjjel figyeltek fel a kaliforniai Palomar Obszervatórium 0,4 méteres Schmidt teleszkópjával készült fotón. A korábban felfedezett üstökösöktől eltérően az SL9 nem a Nap, hanem a Jupiter körül keringett.
Az SL9 darabokból állt, melyek átmérője elérhette a 2 kilométert és feltehetően a Jupiter árapályereje szakította szét 1992 júliusában, amikor túl közel került a bolygóhoz. Ezek a darabok 1994. július 16. és 22. között csapódtak be a Jupiter déli féltekéjén, megközelítőleg 60 km/s sebességgel. A legnagyobb becsapódások nyomai az ütközés után hónapokig megfigyelhetőek voltak a Jupiteren és leírások szerint láthatóbbak voltak a Nagy Vörös Foltnál.

## Felfedezése
A Shoemaker–Levy 9-et 1993. március 24-én éjjel találta meg a Shoemaker házaspár és Levy, a kaliforniai Palomar Obszervatórium 0,4 méteres Schmidt teleszkópjával készült fotón, miközben egy programot vezettek a földközeli objektumok feltérképezésére. Más, korábban felfedezett üstökösöktől eltérően az SL9 nem a Nap, hanem a Jupiter körül keringett. Így bár az üstökös felfedezése váratlan volt, hamarosan elhomályosította az eredeti megfigyelési program eredményeit.
Nevének megfelelően az SL9 volt a 9. rövid periódusú üstökös (200 év vagy annál rövidebb keringési idejű üstökös), melyet a Shoemaker házaspár és Levy fedezett fel, bár összességében a 11., mivel korábban két, nem rövid periódusú üstököst is felfedeztek, melyeknek más az elnevezési rendszere.

## A Jupiter körül keringő üstökös

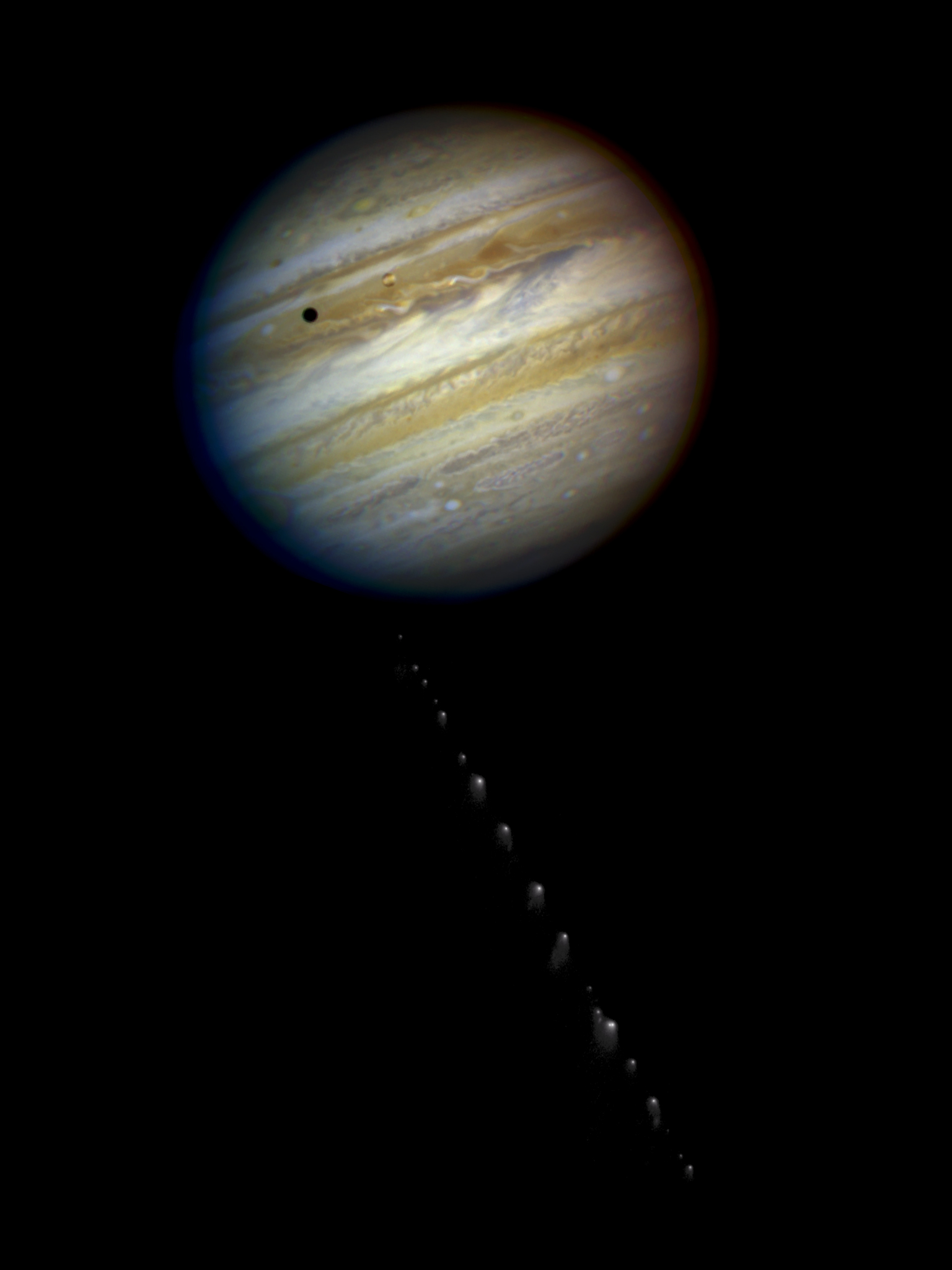
A Jupiterről és az üstökösről készült montázs, mely a becsapódás viszonylagos arányait és szögét mutatja

Az új üstökös keringési pályájának tanulmányozása hamar kimutatta, hogy az SL9 a korábban felfedezett üstökösöktől eltérően nem a Nap, hanem a Jupiter körül keringett. Pályája a Jupiterhez csak gyengén kötődött, nagyjából 2 éves keringési idővel, a Jupitertől mért legnagyobb távolsága (apojove) pedig 0,33 csillagászati egység (CSE) (49,4 millió km). A bolygó körüli pályája erősen excentrikus volt (e = 0,9986).
Az üstökös mozgásának visszakövetése felfedte, hogy egy ideje már a Jupiter körül kering. Legvalószínűbbnek az tűnik, hogy a Nap körüli pályáról a 70-es évek elején fogta be a Jupiter gravitációja, bár ez legkorábban a 60-as évek közepén is megtörténhetett. 1993 márciusánál korábbi felvételt nem sikerült találni. Mielőtt befogta a Jupiter, valószínűleg egy rövid periódusú üstökös volt, a Jupiter pályáján belüli aphéliummal és a kisbolygóövön belüli perihéliummal.
A bolygófigyelő csillagászok számára az egyik legizgalmasabb tény az volt, hogy az előrejelzések szerint az üstökös 45 000 km-rel a Jupiter középpontjától fog elhaladni, ez a távolság viszont kisebb, mint a gázóriás sugara, ami pedig azt jelenti, hogy nagy volt a valószínűsége, hogy az SL9 1994 júliusában össze fog ütközni a Jupiterrel. A tanulmányok szerint az üstökös darabjai egy ötnapos periódus alatt lépnének be a Jupiter atmoszférájába.

## Előrejelzések az ütközésről
Annak felfedezése, hogy az üstökös valószínűleg ütközik a Jupiterrel, csillagász körökben és azon kívül is nagy izgalmat okozott, mivel a csillagászok azelőtt soha nem tudták két jelentős naprendszerbeli égitest ütközését megfigyelni. Intenzíven tanulmányozták az üstököst, így a pálya egyre pontosabb előrejelzése nyomán biztossá vált az ütközés. Az ütközés egyedülálló lehetőséggel kecsegtetett a tudósok számára a Jupiter légkörébe való betekintésre, mivel várható volt, hogy a becsapódások nyomán olyan rétegekből lövellnek ki anyagok, melyek általában a felhőzet alatt rejtőznek.
A csillagászok becslései szerint az SL9 látható darabjainak mérete néhány száz métertől két kilométerig terjedt, ami alapján az eredeti üstökösmag nagyjából 5 kilométeres lehetett – valamivel nagyobb a Hyakutake-üstökösnél, amely 1996-ban a Föld közelében haladt el. Előzetesen az egyik nagy vita arról folyt, hogy ilyen kis égitestek ütközésének hatásai észlelhetők-e a Földről, eltekintve attól a villanástól, amit az óriási meteorokhoz hasonló széthullásuk okoz.
Egyéb, az ütközés miatt várható hatások voltak a bolygón végighaladó szeizmikus hullámok, a sztratoszférában lévő por mennyiségének megnövekedése, illetve a Jupiter gyűrűrendszerének tömegnövekedése. Mivel azonban egy ilyen ütközés megfigyelése eddig példa nélküli volt, a csillagászok óvatosak voltak a tekintetben, hogy az esemény mely hatásokat tárhatja fel.

## Becsapódások

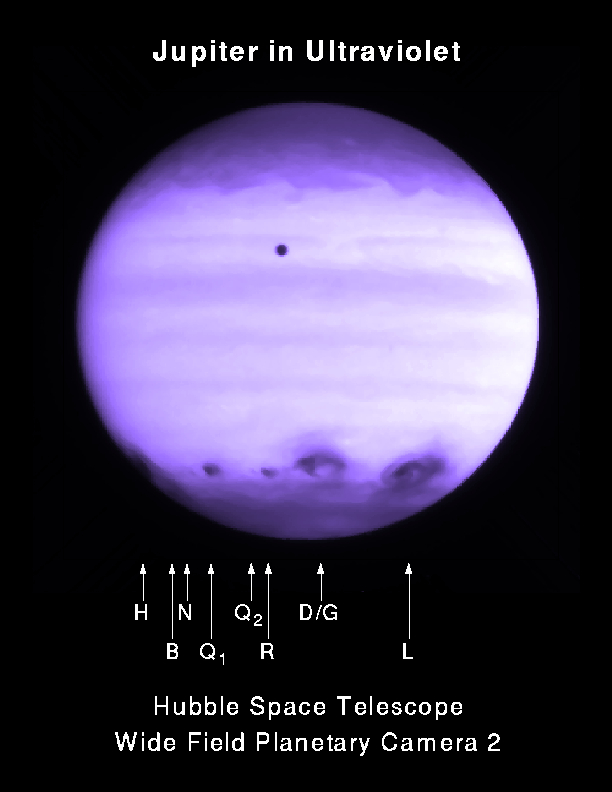
A Jupiter ultraibolya színben (kb. 2,5 órával az „R” üstökösdarab becsapódása után)

Az ütközések előre jelzett időpontjához közeledve nagy volt a várakozás és a csillagászok felkészítették távcsöveiket a Jupiter megfigyelésére. Számos űrbeli obszervatórium tette ugyanezt, köztük a Hubble űrtávcső, a ROSAT röntgenmegfigyelő műhold és főként a Galileo űrszonda, amely a Jupiterhez tartott, hogy 1996-ban elérje azt. Míg az ütközések a Jupiternek a Földről nem látható oldalán következtek be, a Galileo 1,6 csillagászati egység távolságra a bolygótól képes volt a becsapódásokat azok megtörténtekor megfigyelni. A Jupiter gyors forgása a becsapódások helyszínét néhány perccel az ütközések után tette láthatóvá a földi megfigyelők számára.
Két további műhold figyelte meg a becsapódásokat. Az Ulysses űrszondát, melyet eredetileg a Nap megfigyelésére terveztek, a Jupiter felé irányították 2,6 CSE távolságról. A távoli Voyager–2 szondát, mely 44 CSE-re a Jupitertől úton volt a Naprendszer elhagyására a Neptunusz bolygóval való 1989-es találkozása után, az 1–390 kHz frekvenciatartományba eső rádiójelek keresésére programozták be.

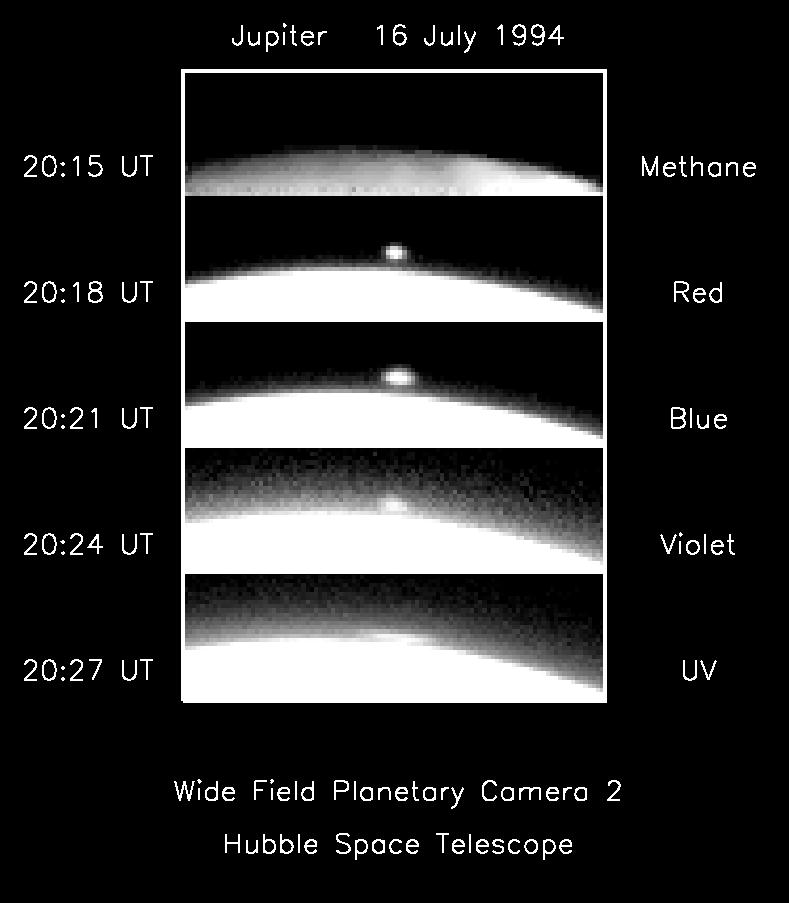
A Hubble felvételei az első becsapódások tűzgolyóiról

Az első becsapódás 1994. július 16-án, a koordinált világidő (UTC) szerint 20:15-kor történt, amikor az üstökösmag „A” darabja a Jupiter déli félgömbjébe ütközött, megközelítőleg 60 km/s sebességgel. A Galileo műszerei alapján a becsapódás következtében keletkezett tűzgolyó az átlagos 130 K-ről 24 000 K-re növelte a légkör felső rétegének hőmérsékletét, mely aztán gyorsan (40 mp alatt) visszahűlt 1500 K-re. A tűzgolyó magassága elérte a 3000 km-t. Pár perccel később további hőmérsékletemelkedéseket mértek.
A csillagászok számítottak az ütközéskor keletkező tűzgolyókra, de előzetesen nem tudták, a Földről mennyire lesznek észlelhetők ezek az atmoszferikus jelenségek. A megfigyelők az első ütközés után hamarosan egy hatalmas sötét foltot láttak. A folt még egészen kis távcsövekkel is látható volt, mérete kb. 6000 km (a Föld sugarához hasonló méretű). Ez és a későbbi sötét foltok, melyeket vélhetően az ütközések törmelékei okozták, meglehetősen aszimmetrikusak voltak és a becsapódás irányából félhold alakot alkottak.
Az elkövetkező 6 napban 21 különálló becsapódást figyeltek meg, melyek közül a legnagyobb július 18-án 07:34 UTC-kor következett be, amikor az üstökösmag „G” darabja elérte a légkört. Ez egy 12 000 km-es sötét foltot hagyott maga után, és a becslések szerint 6 000 000 megatonnányi energiát szabadított fel, ami a világ nukleáris arzenáljának 750-szerese.

## Jupiter, a „kozmikus porszívó”
Az SL9 becsapódása kiemelte a Jupiter szerepét mint a belső Naprendszer „kozmikus porszívója”. A tanulmányok szerint a bolygó erős gravitációs hatása oda vezet, hogy sok kis üstökös és aszteroida összeütközik vele. A Jupiter üstökösökkel való ütközéseiről azt tartják, hogy 2–8-szor gyakoribbak, mint a Föld esetében. Ha a Jupiter nem lenne, ezek a kisebb égitestek a belső bolygókkal ütközhetnének össze.
A dinoszauruszok a Kréta végén bekövetkezett kihalásáról általánosan azt tartják, hogy a Chicxulub krátert létrehozó becsapódás miatt következett be, és azt bizonyítja, hogy a becsapódások komoly fenyegetést jelentenek a földi életre. A csillagászok szerint a Jupiter takarító munkájának hiányában, mellyel a potenciális becsapódást jelentő égitesteket eltünteti, a földi életformák bekövetkező kihalásai sokkal gyakoribbak lennének.